# Campeonato Sergipano de Futebol de 1953
O Campeonato Sergipano de Futebol de 1953 foi a 30º edição da divisão principal do campeonato estadual de Sergipe. O campeão foi o Vasco que conquistou seu 3º título na história da competição.

## Premiação
| Campeonato Sergipano de 1953 |
| Aracaju                      |
| ---------------------------- |
| Vasco Campeão (3º título)    |